# Portulaca macrosperma
Portulaca macrosperma är en portlakväxtart som beskrevs av Diego Legrand. Portulaca macrosperma ingår i släktet portlaker, och familjen portlakväxter. Inga underarter finns listade i Catalogue of Life.